# KING MARKER ―王の採点係―
『KING MARKER -王の採点係-』は、喜多尚江による漫画。『別冊花とゆめ』において2003年9月号から2004年11月号まで連載された。全8話。呪いで子供になってしまった異世界の王と、その呪いを解く任務を与えられた女子高生の恋愛を描く。

## ストーリー
首席で高校に入学した永栄零の家庭はちょっとワケあり。そんな彼女の携帯から突然、ルーエル・インフィニティ王と名乗る子供が現れた。零は王の採点係・キングマーカーとしてルーエルにかけられた呪いを解くことになって…。

## 登場人物
永栄零（ながえ れい）
主人公。頭がよく美人な女子高生。16歳。金髪と色素の薄い茶色の瞳をしている。実は養女で、家の者と血が繋がっていない。いきなり強制的に、ルーエルの呪いを解く「キングマーカー」に選ばれる。ルーエルが傷ついたり死んだりすると同じ目に遭ってしまうため、学校以外ではルーエルと一緒にいることが多い。最初はルーエルを子供として見ていたが、次第に好意が芽生えてくる。怪しいΩのメールが来たりする度に学校を早退しているにもかかわらず成績トップをキープし続けている。少々暴力的ではあるが、とても優しい。料理はあまり得意ではないが、ルーエルの大好物であるホットケーキをよく作る。
ルーエル・インフィニティ
異世界の中心にある一番大きな国・インフィニティ国の王。青い髪と紫色の瞳をしている。16歳であるが、世界を滅ぼそうとしたため呪いをかけられ、姿や記憶を9歳の時まで戻されてしまった。王位を継いだのは生まれてすぐ（インフィニティ国の王は強力な魔力を受け継いだ者となる。血族などは全く関係なく、死んだら誰かに王位が移る）。一番信用しているのは従者であるアーヴィングで、零達のことはあまり信用していなかった。そのためアーヴィングが自分を殺そうとしていたことを知った時はかなりショックを受けていた。零の家にいる間は小学校に通っていた。簡単な分数の計算を積分法で解いていたほど数学に関しては優秀である。好物は甘いもので、小学校の給食もプリンしか食べていなかったというかなりの偏食。身の回りのことを何もかもアーヴィングにまかせっきりでいたので、服を着替えたり顔を洗うことすらできなかった。ずっと個人教育を受けていたので友達を作ったこともなく、人見知りが激しかった。呪いが解けていない間もたまに16歳の姿に戻ることがあったが、その間の記憶はなかった。
アーヴィング・Ω（オメガ）
ルーエルの従者、28歳くらい（正確な年齢はわかっていない）。12歳の時に赤子のルーエルを育てるよう言われ、それからずっとルーエルにつきっきりだった。恋人（α家）が、ルーエルの力の暴走により死んでしまったという過去を持つ。呪いの解けないルーエルを殺そうとしていたが、呪いがすでに解けていることを知り命がけでルーエルを守った。なぜか日本刀を持っている。
永栄壱太（ながえ いちた）
零の弟（血は繋がっていない）。小学4年生で、ルーエルと同じクラスにいた。頭はそんなに良くない方らしい（初登場時のテストが40点だった）。ルーエルが信用している数少ない人間の一人。血が繋がっていないものの、性格は零と似ている。
クラウス・α（アルファ）
ルーエルの魔術の先生。ルーエルのことを気遣っている。
吉見十（よしみ すすむ）
零のクラスメート。零に好意を持っている様子。

## 書誌情報
- 喜多尚江 『KING MARKER ―王の採点係―』 白泉社〈花とゆめコミックス〉、全2巻
  1. 2004年6月18日発売、ISBN 4-592-17316-3
  2. 2005年1月19日発売、ISBN 4-592-17317-1